# Lucé (Orne)
Lucé és un municipi francès situat al departament de l'Orne i a la regió de Normandia. L'any 2007 tenia 93 habitants.

## Demografia

### Població
El 2007 la població de fet de Lucé era de 93 persones. Hi havia 44 famílies de les quals 13 eren unipersonals (9 homes vivint sols i 4 dones vivint soles), 13 parelles sense fills, 9 parelles amb fills i 9 famílies monoparentals amb fills.
La població ha evolucionat segons el següent gràfic:
Habitants censats

### Habitatges
El 2007 hi havia 60 habitatges, 45 eren l'habitatge principal de la família, 8 eren segones residències i 7 estaven desocupats. Tots els 60 habitatges eren cases. Dels 45 habitatges principals, 36 estaven ocupats pels seus propietaris i 9 estaven llogats i ocupats pels llogaters; 8 tenien dues cambres, 10 en tenien tres, 16 en tenien quatre i 11 en tenien cinc o més. 11 habitatges disposaven pel capbaix d'una plaça de pàrquing. A 20 habitatges hi havia un automòbil i a 20 n'hi havia dos o més.

### Piràmide de població
La piràmide de població per edats i sexe el 2009 era:
| Homes | Edats   | Dones |
| ----- | ------- | ----- |
| 0     | 95 o +  | 0     |
| 0     | 90 a 94 | 0     |
| 0     | 85 a 89 | 0     |
| 0     | 80 a 84 | 0     |
| 0     | 75 a 79 | 4     |
| 4     | 70 a 74 | 0     |
| 12    | 65 a 69 | 4     |
| 0     | 60 a 64 | 0     |
| 0     | 55 a 59 | 4     |
| 12    | 50 a 54 | 0     |
| 0     | 45 a 49 | 4     |
| 0     | 40 a 44 | 4     |
| 0     | 35 a 39 | 0     |
| 4     | 30 a 34 | 8     |
| 8     | 25 a 29 | 4     |
| 8     | 20 a 24 | 0     |
| 4     | 15 a 19 | 0     |
| 4     | 10 a 14 | 8     |
| 12    | 5 a 9   | 0     |
| 8     | 0 a 4   | 4     |

## Economia
El 2007 la població en edat de treballar era de 62 persones, 44 eren actives i 18 eren inactives. De les 44 persones actives 43 estaven ocupades (26 homes i 17 dones) i 1 aturada (1 home). De les 18 persones inactives 16 estaven jubilades i 2 estaven estudiant.
Activitats econòmiques
Dels 2 establiments que hi havia el 2007, 1 era d'una empresa alimentària i 1 d'una empresa de serveis.
L'any 2000 a Lucé hi havia 16 explotacions agrícoles que ocupaven un total de 594 hectàrees.

## Poblacions més properes
El següent diagrama mostra les poblacions més properes.